# ケービィー

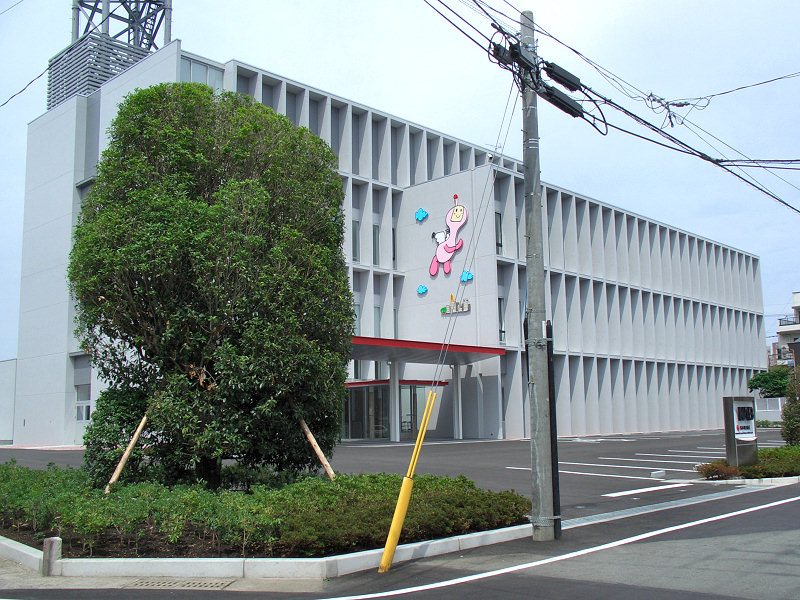
熊本朝日放送社屋に描かれたケービィー

ケービィーは、熊本県のテレビ朝日（ANN）系列局・熊本朝日放送（KAB）のマスコットキャラクター。

## 概要
2004年（KAB開局15周年）に登場。名前は局の略称の発音（KAB〔けー・えー・びー〕）をつなげたものから採られた。ケービィーの出身地や年齢は不明とされており、正体も妖精が最有力とされているがこちらも不明である。頭にはアンテナが付いており様々な電波を発射したりする他にも、様々な用途（好物の辛子蓮根を掴むなど）に使用できるという。また、羽も付いているが人間の歩く早さ程度の速度しか出せない（CMではチョウと同等のスピードという描写がある）という。KABの社屋移転時には社長室並みの設備を揃えた「ケービィー室」の設置を夢想していたが、CMで当時の門垣逸夫KAB社長（現・会長）から直々に否定された。言葉は通常「ケ」と「ビ」の組み合わせで構成されているが、日本語の文章を書くことができる上に、地上デジタル放送開始告知CMでは"Go Go Let's 5"（"5"はKABのリモコンキーID）と英語を話している。友達に同じテレビ朝日系列局（ANN）の北海道テレビ放送 (HTB) のマスコットキャラクター「onちゃん」がいる。更にはKABの人事権も握っているらしく、ケービィーに逆らった者は「ツンドラ支所」に左遷されるという。

## 他局のキャラクター
- 熊本放送 - あるぽ
  - 2019年には熊本放送とのコラボレーション「RKKAB」の一環として、2019年4月1日付熊本日日新聞朝刊へのコラボ広告掲載[4]や、「ケービィー×あるぽCM[5]」などが製作されている。
- テレビ熊本 - てれくまくん→くまはち
- 熊本県民テレビ - テレビたん・デジタルん→ケイティ